# جوسيف كوهلر
جوسيف كوهلر (و. 1849 – 1919 م) هو شاعر، ومؤرخ قانوني ‏، وأستاذ جامعي، ومحامي ألماني، ولد في أوفنبورغ، توفي في تشارلوتنبرغ، عن عمر يناهز 70 عاماً.

## التعليم
تعلم في جامعة هايدلبرغ، وتعلم في جامعة فرايبورغ
.

## روابط خارجية
- جوسيف كوهلر على موقع الموسوعة البريطانية (الإنجليزية)